# 불로초과
불로초과(Ganodermataceae)는 담자균강 구멍장이버섯목에 속하는 균류 과의 하나이다.

## 하위 속
- 불로초속(Ganoderma)
- 껍질불로초속(Trachyderma)
- 민불로초속(Amauroderma)